# Sabrina Siani
Sabrina Siani (* 13. August 1963 in Rom) ist eine ehemalige italienische Filmschauspielerin.

## Leben
Siani begann ihre Karriere bereits mit 15 Jahren als Fotomodell. Der strohblonde Teenager fiel Regisseur Marino Girolami auf, der sie für ihren ersten Film besetzte. Anschließend spielte Siani in vielen Sexy Comedies, aber auch in Fantasyfilmen. Nach Rollen in zwei Fernsehserien beendete sie 1989 ihre Karriere. 

## Filmografie (Auswahl)
- 1980: Mondo Cannibale 3 – Die blonde Göttin der Kannibalen (Mondo Cannibale)
- 1982: Ator – Herr des Feuers (Ator l’invincibile)
- 1982: Die Trauminsel (Due gocce d'acqua salata)
- 1982: Gunan – König der Barbaren (Gunan il guerriero)
- 1983: 2020 – Texas Gladiators (Anno 2020 – I gladiatori del futuro)
- 1983: Conquest
- 1983: Das Schwert des Barbaren (Sangraal, la spada del fuoco)
- 1983: The Throne of Fire (Il trono di fuoco)